# Keinohrhasen
Keinohrhasen is een Duitse film uit 2007 geregisseerd, geproduceerd en gespeeld door Til Schweiger. Andere rollen worden vertolkt door Nora Tschirner en Matthias Schweighöfer.

## Verhaal
Ludo is een journalist die voor het Duitse roddelblad Das Blatt werkt. Hij is altijd onderweg met zijn fotograaf Moritz om kiekjes te nemen van bekende mensen. Hij verzint echter verhalen en wordt veroordeeld tot 300 uur sociaal werk. Hij gaat zijn uren doen in een kinderopvangcentrum waar hij een oude bekende tegenkomt: Anna, een meisje met wie hij vroeger op school zat en die hij eigenlijk altijd uitlachte en plaagde. Anna geeft hem daarom allerlei saaie taken. Maar stilletjes aan geraken ze toch bevriend en zelfs verliefd.

## Rolverdeling
- Til Schweiger - Ludo
- Nora Tschirner - Anna
- Matthias Schweighöfer - Moritz
- Alwara Höfels - Miriam
- Jürgen Vogel - Jürgen Vogel
- Rick Kavanian - Chefredacteur
- Armin Rohde - Bello
- Wolfgang Stumph - Taxichauffeur
- Barbara Rudnik - Lilli
- Christian Tramitz - Type

## Prijzen
- 2008
  - Goldene Leinwand mit Stern (zes miljoen bezoekers in 18 maanden)
  - Bogey Goud: drie miljoen mensen in de eerste 30 dagen
  - Deutscher Comedypreis Beste Kino-Komödie
  - Ernst-Lubitsch-Preis
  - Bambi
- 2010
  - Bronze Palm Award (Mexico International Film Festival)[1]

## Trivia
- In de muziekvideo van Apologize (OneRepublic & Timbaland) zijn delen van de film verwerkt.
- Til Schweiger is voor het eerst te zien in een film met zijn vier kinderen: Valentin Florian, Luna Marie, Lilli Camille en Emma Tiger.